# Петкевичайте-Бите, Габриеле
Габрие́ле Петкевича́йте-Би́те (литературный псевдоним — Бите, «Пчела») (лит. Gabrielė Petkevičaitė-Bitė); 18 марта 1861, Пузинишкис, Поневежский уезд — 14 мая 1943, Паневежис) — литовская писательница, драматург, публицист, литературный критик. Общественно-политический деятель, депутат Литовского учредительного Сейма (1920—1922); педагог.

## Биография
Из дворян Ковенской губернии. Дочь врача, директора больницы в Ионишкелисе. В девятилетнем возрасте от тифа умерла мать, оставив сиротами Габреле и её пять братьев. С детства Габреле была инвалидом (деформирован позвоночник).
Получила домашнее образование. Среди её учителей был Лауринас Ивинскис, в 1878 году окончила женскую гимназию в Митаве. В 1885 году окончила курсы пчеловодства в местечке Делтува.
Позже работала со своим отцом в аптеке и в частном порядке изучала литовский язык.
В начале 1890-х годов стала заниматься культурно-общественной и творческой деятельностью; сотрудничала в запрещённой литовской периодической печати.
В 1893 году она инициировала создание Общества оказания помощи борющимся студентам. Была одним из организаторов первого публичного литовского спектакля в Паланге (1899). В 1905 году участвовала в Великом Вильнюсском сейме. В 1907 году была одним из организаторов и председателем первого съезда женщин Литвы, соучредителем Ассоциации литовских женщин (1908). После смерти отца в 1909 году жила в Вильно; работала в редакциях газет „Vilniaus žinios“ (1908) и „Lietuvos žinios“ (1909—1914).
Во время Первой мировой войны вернулась в родные края. Окончила фельдшерские курсы (экзамены сдала в 1917 году), помогала больным. Во время войны вела дневник, опубликованный в 1925 и 1933 годах. В 1919 году начала преподавать в Паневежеской гимназии. Была одним из разработчиков школьной формы для девочек, которая вскоре была принята на национальном уровне, и существовала до начала 1990 годов.
Занималась политической деятельностью. Член Литовской христианско-демократической партии.
В 1920 году была избрана в Учредительный Сейм Литвы и председательствовала на его первом заседании. В 1922 году была избрана в Сейм I созыва, но в его деятельности не участвовала.
В 1924 году по состоянию здоровья отказалась от преподавательской должности. Затем отошла от общественной жизни, но продолжала писать.

## Творчество
Художественные произведения публиковала в периодической печати с 1894 года. Сборник рассказов и сценок „Krislai“ («Мелочи»; 1905) отражает национальные и социальные проблемы, поднимает вопросы несправедливости, просвещения, благотворительности. В повести „Vilkienė“ («Вилькене»; 1894), в рассказах „Šių dienų paveikslėlis“, „Idilė“ (оба 1901), „Dievui atkišus“ («Богу напоказ»; 1905) реалистично изображаются тяжёлый быт людей труда, осуждается социальное неравенство, выражается сочувствие обездоленным.
Основные произведения: сборник рассказов «Мелочи» (1905), повести «Вилькене» (1894), «Богу напоказ» (1905), пьеса «Проданное счастье». Выступала как критик с защитой реализма в литовской литературе.
Совместно с писательницей Ю. Жемайте написала несколько реалистических социально-бытовых драм и комедий под общим псевдонимом Дви Мотери (Две женщины). Эти пьесы показывают борьбу с царизмом («Литвоманы», 1905), суевериями, за просвещение народа («Чёрт в ловушке», 1899, «Проданное счастье», 1900, и др.).
Автор двухтомного школьного учебника.
В Литве учреждена литературная премия им. Г. Петкевичайте-Бите.

## Награды
- Кавалер Большого креста ордена Великого князя Литовского Гядиминаса (1936).
- Командор ордена Великого князя Литовского Гядиминаса (1929).